# Autoroute A40
L'autoroute A40 è un'autostrada che attraversa le Alpi Occidentali in Francia. È conosciuta anche col nome di Autoroute blanche. La strada fu completata nel 1990, connettendo Mâcon, Sallanches e Chamonix (Traforo del Monte Bianco) verso l'Italia. Include 12 viadotti e 3 gallerie. La strada è gestita da Autoroutes Paris-Rhin-Rhône (APRR) e dall'ATMB. L'autostrada è parte delle strade europee E21, E25 ed E62.

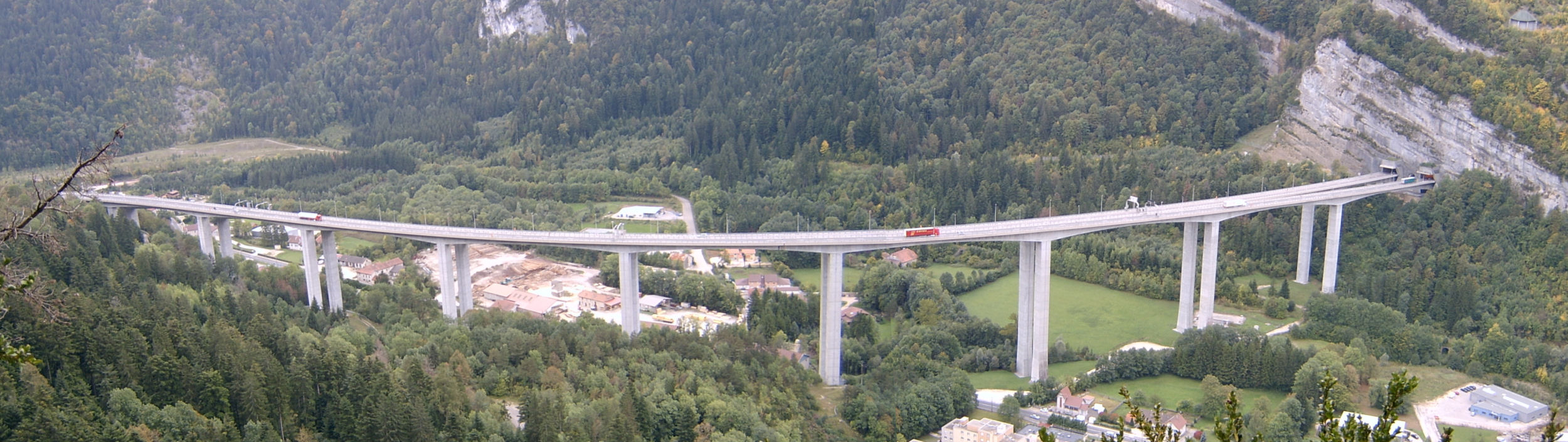
Il viadotto di Nantua, opera di Maurice Novarina.

## Caratteristiche
- 2×2 corsie
- 2×3 corsie tra l'allacciamento con l'A42 e l'A39 (21 km)

## Uscite
- Allacciamento A6-A40 L'autostrada inizia all'allacciamento con la A6 per Parigi (nord) e Lione (sud)
- 01 (Mâcon-centre)
- 02 (Feillens)
- 03 (Pont-de-Veyle)
- Allacciamento A406-A40 Allacciamento con l'A406 (in costruzione)
  - Area di Parcheggio: L'Étang Quinard (direzione est), Saint-André de Bagé (direzione ovest)
- 04 (Vonnas)
- 05 (Bourg-Nord)
- Allacciamento A39-A40 Allacciamento con l'A39 verso Dole (nord)
- 06 (Lons-le-Saunier/Étienne-du-Bresse)
  - Area di Servizio: Aire de Bourg
- 07 (Bourg-Sud)
  - Area di Parcheggio: Certines (direzione est), Tossiat (direzione ovest)
- Allacciamento A42-A40 Allacciamento con l'A42 verso Lione (sud)
  - Area di Parcheggio: Neuville-sur-Ain (direzione ovest)
  - Area di Servizio: Ceignes-Cerdon (direzione ovest)
  - Area di Parcheggio: Ceignes-Haut-Bugey (direzione ovest)
- 08 (Nantua St-Martin du Fresne)
- Allacciamento A404-A40 Allacciamento con l'A404 per Oyonnax
- 09 (Nantua les Neyrolles)
  - Area di Parcheggio: Le Lac (direzione ovest), Les Neyrolles de Bagé (direzione est)
  - Area di Parcheggio: La Michaille (direzione est), La Semine (direzione ovest)
- 10 (Bellegarde)
- 11 (Frangy Seyssel)
  - Area di Servizio: Aire de Valleiry
- Barriera di Viry
- 13 (Saint-Julien)
- Allacciamento A40-A401 Allacciamento con l'A401 per Ginevra Svizzera
- 13.1 (Parc d'Affaire Internationale)
  - Area di Parcheggio: Télégraphe de Salève
- Allacciameto A40-A411 Allacciamento con l'A411 per Ginevra Svizzera
- 14 (Annemasse)
- Barriera di Nangy
- 15 (Boëge/Vallee Verte)
- Allacciamento A41-A40 Allacciamento con l'A41 per Annecy.
- 16 (Bonneville-Ouest)
  - Area di Servizio: Aire de Bonneville
- 17 (Bonneville-Est)
- 18 (Cluses-Ouest)
- 19 (Cluses-Centre)
- Barriera di Cluses
- 20 (Sallanches)
  - Area di Parcheggio: Passy (direzione ovest)
- 21 (Passy Saint-Gervais)
- 22 (Saint-Gervais)
- N205  L'autostrada termina divenendo la N205 verso Chamonix e il tunnel del Monte Bianco  .

## Storia

### ATMB
- 1973: Il tratto tra Vallard e Bonneville fu aperto.
- 1974: Il tratto tra Bonneville e Cluses fu aperto.
- 1975: Il tratto tra Cluses e Sallanches fu aperto.
- 1976: Il tratto tra Sallanches e Le Fayet fu aperto con una cerimonia cui ha partecipato il Primo Ministro Jacques Chirac.
- 1982: Il tratto di 50 chilometri tra Bellegarde e Annemasse fu aperto.

Questi tratti erano precedente numerati come B41.

### APRR
- 1985: Il tratto tra Bourg-Nord e Bourg-Sud (20 km) viene completato.
- 1986: Apertura del tratto tra Bourg-Sud e Sylans (Nantua) (61 km). Il presidente francese, François Mitterrand, inaugurò l'autostrada dandole il nome di Autostrada dei Titani.
- 1987: Apertura del tratto tra Mâcon e Bourg-Nord (27 km).
- 1989: Apertura del tratto tra Sylans e Châtillon-en-Michaille (13 km).
- 1990: Apertura dell'allacciamento con l'A6 (3 km).
- 1995: Allargamento del Chamoise Tunnel e del viadotto di Nantua e Neyrolles.

Il tratto occidentale tra l'A6 e l'A42 fu originariamente numerato come F42. L'intera strada fu rinumerata come A40, includendo un piccolo tratto dove la strada si collega con l'A42.

## Dipartimenti attraversati
L'autostrada A40 attraversa 3 dipartimenti
La lista seguente elenca le città servite e i luoghi visitabili in prossimità dell'autostrada.

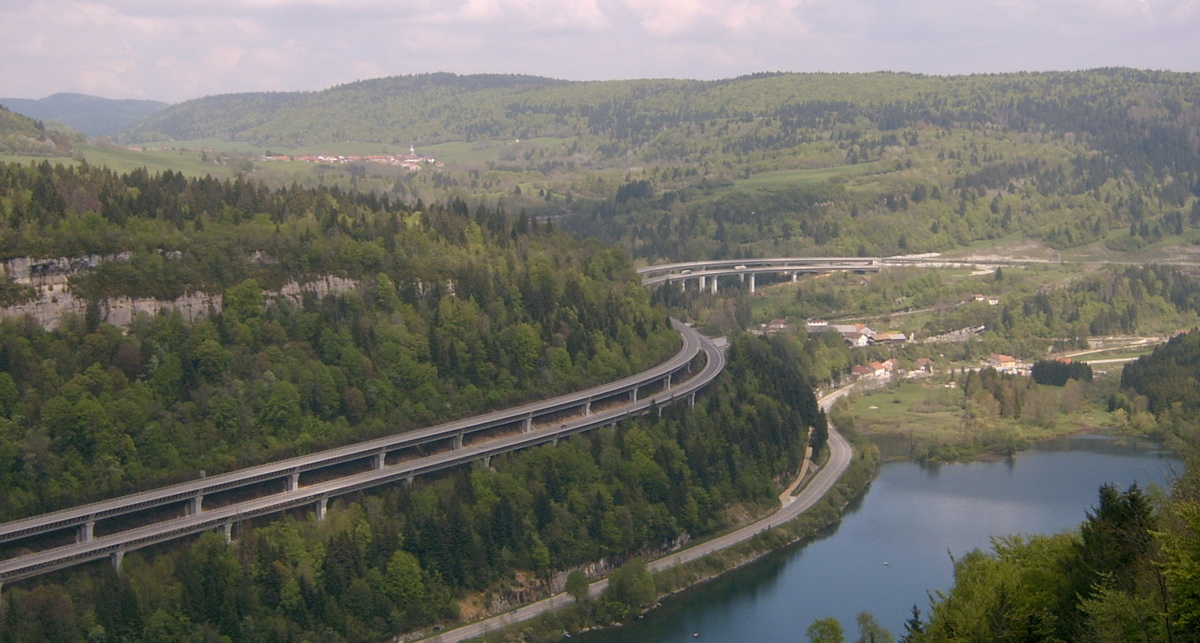
viadotto di Sylans

 Saona e Loira 
- Mâcon

 Ain 
- La Bresse
- Bourg-en-Bresse
- Pont-d'Ain
- Riviera d'Ain
- Le Bugey
- Lago di Nantua
- Lago di Sylans
- Bellegarde-sur-Valserine

 Alta Savoia 
- Saint-Julien-en-Genevois
- Salève
- Annemasse
- Bonneville
- Cluses
- Sallanches
- Saint-Gervais-les-Bains